# 5-3-2

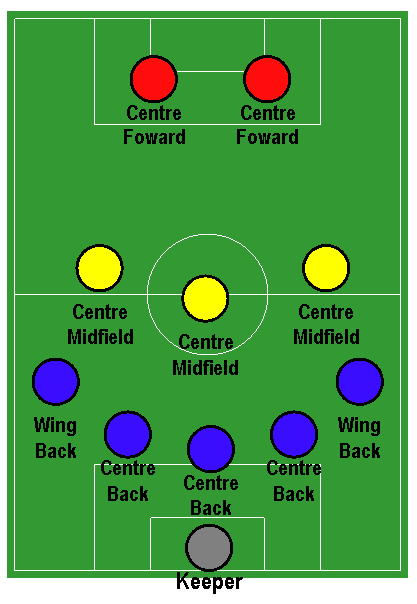
Il 5-3-2

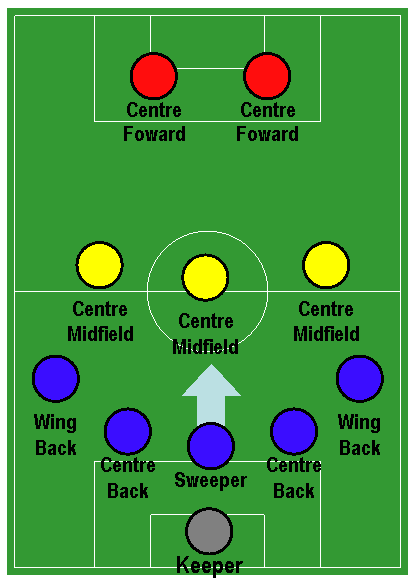
Il 5-3-2 con il libero

Il 5-3-2 è un modulo di gioco del calcio. Consiste nello schierare 5 difensori, 3 centrocampisti e 2 attaccanti.

## Il modulo
È un modulo derivato dalla zona mista, che si distingue per la spiccata propensione difensiva. La variante più nota è il 5-3-1-1, in cui una delle due punte arretra - in posizione di trequartista - a supporto del centravanti.
Per quanto attiene al reparto difensivo, i terzini hanno incarichi di marcatura ma possono anche proporsi in avanti con traversoni dalle fasce. I tre stopper mantengono invece la posizione, e uno di essi può agire come libero assumendo la guida della difesa e organizzando le ripartenze. Nel trio in mediana, un giocatore si comporta da regista impostando la costruzione del gioco; i restanti centrocampisti assumono, a seconda del contesto, compiti di copertura o di inserimento in zona offensiva. Le due punte si occupano invece della finalizzazione.
Non da ultimo, il 5-3-2 consente di ricorrere a tattiche quali il pressing e la trappola del fuorigioco.

## Squadre che hanno utilizzato il 5-3-2
- L'Italia di Enzo Bearzot, vincitrice del Mondiale 1982[1];
- La Germania Ovest di Franz Beckenbauer, vincitrice del Mondiale 1990[3];
- Il Parma di Nevio Scala, che dal 1990 al 1995 ottenne: una promozione in Serie A, una Coppa Italia, una Coppa delle Coppe, una Coppa UEFA e una Supercoppa Europea.[4]
- La SPAL di Leonardo Semplici che dal 2015 al 2019 vinse i campionati di Serie C e Serie B ed ottenne due salvezze in Serie A.
- L'Olanda allenata da Louis van Gaal ai Mondiali 2014. Il tecnico olandese rese il modulo intercambiabile a 3-5-2. Per quanto modulo difensivo, questa tattica venne sfruttata in modo molto offensivo, con un pressing elevato e ottimo stile di palleggio da parte dei giocatori.